# エドワード・ゴールドスミス
エドワード・ゴールドスミス（Edward René David Goldsmith、1928年11月8日 - 2009年8月21日）は、フランスの哲学者、作家。
著名なゴールドスミス家の一員。
ドイツのユダヤ人の父親フランク・ゴールドスミスと、フランス人の母親マルセル・ムイラーとの間に長男としてパリで生まれる。
ジェームズ・ゴールドスミスの兄。
エコロジスト誌の創立編集者兼発行者。
ディープエコロジストで、産業社会と経済発展に反対する『生存のための青写真』を共著。
政党「人民（People）」（後に緑の党（Green Party）と改名）の創設メンバー。
ガイア仮説の初期の支持者。